# Landsportpokal
Der Landsportpokal war ein volkssportlicher Wettbewerb in der DDR. Teilnahmeberechtigt waren Mannschaften aus Gemeinden mit weniger als 5.000 Einwohnern. Er wurde in Mannschaftssportarten wie Fußball, Handball und Volleyball, aber auch in seinerzeit nichtolympischen Disziplinen wie Tischtennis oder Kegeln ausgetragen. Die Wettkämpfe fanden auf Kreis- und Bezirksebene statt. Die Bezirkssieger konnten sich in Gruppenqualifikationen für die Finals auf DDR-Ebene qualifizieren. Die Finals fanden in einer der qualifizierten Gemeinden statt.